# Casita robada
La casita robada es un juego de cartas similar al Tomate en el que se utilizan barajas españolas o francesa.

## Cómo jugar
1. Se reparten tantas rondas como sean necesarias hasta acabar el mazo, de a 3 cartas a cada jugador, y otras 4 se ponen sobre la mesa al comenzar el juego.
2. A su turno, en cada ronda y luego de recibir las 3 cartas, cada jugador puede robar cartas que estén sobre la mesa y que tengan el mismo número. Por ejemplo, si en la mesa hay un 4 de basto, se puede robar con otro 4 o con un comodín, pero puede prescindir de este paso si es parte de la estrategia del jugador; cada jugador puede robar las veces que pueda y a su turno. Van tirando una carta por vez cada jugador hasta hacer terminar de tirar las 3 cartas de esa ronda.
3. Si al turno de jugar no se tiene ninguna carta para levantar, debe tirar una que se agrega a las que haya en mesa.
4. Las cartas robadas se dejan apiladas al lado del jugador que las ha cogido (“casita”) con la numeración hacia arriba, para que el contrincante pueda verlas y se puede robar con otra carta que tenga el mismo número de la "casita". En el ejemplo, si el contrincante tiene un 4 o un comodín, se lleva la casita consigo.

Si en tu turno de tirar una carta, tiras una que podría haber juntado otra o robado una casita, otro jugador que se de cuenta puede levantar la carta y efectuar la operación para sí mismo.
Si en la mesa hay del mismo número o símbolo y un jugador también lo tiene se tendrá que elegir entre sacar de la mesa o la "casita" de otro jugador en la mesa. Pero no se pueden elegir los dos.
1. Gana, cuando se acaban las cartas, el que tiene la casa más grande.
2. No se puede tirar un comodín arriba de otro comodín
3. La cuenta es: gana el que más cartas tenga (no sumando el número que vale cada carta).

## Otros nombres
En algunas zonas del sur de España se denomina "El Ladrón" o ''Ronda'', en tanto que en Sudamérica se conoce también como "Roba paquete” o "Nadie sabe para quién trabaja" y en Centroamérica como "Casino Robado". En algunos lugares de Argentina además de "casita robada", también se le conoce como "quita montón", "roba montón", "ronda" o "pinche". En Venezuela algunos ciudadanos le llaman "Roba Pilón" y ''Ronda''. En República Dominicana es llamado "El Robaíto".